# Eindhoven
Eindhoven – miasto na południu Królestwa Niderlandów, w prowincji Brabancja Północna, nad rzeką Dommel (dorzecze Mozy). Powierzchnia wynosi 88,84 km², z czego 87,75 km² to ląd, a 1,09 km² to tereny zalane wodą. Miasto liczy 225 tys. mieszkańców (2012), co czyni je piątym pod względem ludności w Holandii.
W skład aglomeracji wchodzą m.in. Valkenswaard, Veldhoven, Heeze, Best oraz Oirschot.
Wielki ośrodek przemysłu elektronicznego – koncern Philips (od 1891, 40% produkcji krajowej). W mieście produkowane są: maszyny liczące, urządzenia medyczne, telewizory, radia, sprzęt gospodarstwa domowego, żarówki; poza tym przemysł samochodowy (samochody ciężarowe, w tym fabryka 
DAF) i szklarski. Węzeł kolejowy (stacja Eindhoven i Eindhoven Beukenlaan), drogowy oraz lotnisko w Welschap. Politechnika (założona w 1956); obserwatorium astronomiczne (1937); siedziba klubu piłkarskiego PSV Eindhoven. Jest miastem partnerskim Bydgoszczy i Białegostoku. Ok. 8 kilometrów na zachód od miasta znajduje się Port lotniczy Eindhoven.

## Historia
- 1232 prawa miejskie nadane przez księcia Brabancji Henryka I
- w latach 1486 i 1543 zniszczone w wyniku wojen
- 1554 70% zabudowy miasta zostało strawione przez ogień
- 1583 zdobyty przez Hiszpanów
- 1692 odzyskanie miasta przez Holendrów
- 1920 miasto staje się stolicą przemysłu elektrycznego Holandii
- 1944 miasto wyzwolone przez aliantów podczas operacji Market Garden

## Dzielnice
1. Centrum
2. Woensel-Noord
3. Woensel-Zuid
4. Tongelre
5. Stratum
6. Gestel en Blaarthem
7. Strijp

## Zabytki
- neogotycki kościół św. Katarzyny (1860-1867)
- Muzeum techniki Evoluon (1966)
- Stedelijk Van Abbemuseum
- dawna fabryka Philipsa Witte Dame (1920-1921)

## Węzeł Wiedzy i Innowacji EIT w Eindhoven
Eindhoven jest jednym z centrów Węzła Wiedzy i Innowacji (Sustainable Energy)
Europejskiego Instytutu Technologicznego. W projekcie uczestniczą też uczelnie i przedsiębiorstwa z Hiszpanii, Francji, Niemiec, Polski (polskim koordynatorem projektu jest krakowska AGH) i Szwecji. Udział w projekcie pozwala na tworzenie zupełnie nowych technologii i ich transfer do biznesu na ogromną skalę.
Na badania wykorzystywane w biznesie przypadnie 120 mln euro rocznie.
Centra Węzła Wiedzy i Innowacji – KIC Inno Energy:
CC Germany: Karlsruhe, CC Alps Valleys: Grenoble, CC Benelux: Eindhoven/Leuven, CC Iberia: Barcelona, CC PolandPlus: Kraków, CC Sweden: Sztokholm

## Osobistości
- Anton Philips
- Frits Philips
- Christijan Albers
- Sander van Doorn
- Duet Showtek
- Marcel Woods

## Miasta partnerskie
- Al-Kadarif (Sudan)
- Białystok (Polska)
- Chinandega (Nikaragua)